# Hugo (krater)
För andra betydelser, se Hugo (olika betydelser).
Hugo är en nedslagskrater på planeten Merkurius. Hugo är ungefär 206 kilometer i diameter.
1979 namngavs den efter den franske författaren Victor Hugo.